# Catocala mariana
Catocala mariana és una espècie de papallona nocturna de la subfamília Erebinae i la família Erebidae.
Es troba a Portugal i Espanya.